# François Krafft
François Krafft   (àrea metropolitana de Brussel·les, 22 de juliol de 1721 - Gant, 13 de gener de 1795) fou un clavecinista, professor i compositor belga.
Venia d'una família d'escriptors, músics i compositors d'origen alemany i ubicat a Brussel·les al final del segle xviii, François Krafft era fill de Jean-Thomas Krafft i Elisabeth van Helmont, i probablement era un parent del compositor Charles-Joseph van Helmont (1715-1790).
François Krafft pertany a la tercera generació de l'escola de clavicembalistes belga al costat de Delange, Robson i dos membres de la família Boutmy.
Krafft sembla haver estat empleat a la capella real des del 1770 fins al 1783, ja que tendeix a confirmar la pàgina del títol dels seus Sei divertimenti, Op. 5. Mentrestant, va ser professor de clavecí a Lieja i a Alemanya, on tres de les seves obres han estat publicades i on va viure durant un temps.
Els musicòlegs belgues encara no han examinat el seu cas, és gairebé tot el que sabem de François Krafft.